# Клаус Гарней
Клаус Гарней (нім. Klaus Harney; 26 березня 1917, Дюссельдорф — 1 вересня 1942, Атлантичний океан) — німецький офіцер-підводник, капітан-лейтенант крігсмаріне.

## Біографія
5 квітня 1935 року вступив на флот. З травня 1939 року — 2-й кадетський офіцер на навчальному кораблі «Шлезвіг-Гольштейн». З жовтня 1939 по березень 1940 року навчався у військово-морському училищі Мюрвіка. З березня 1940 року служив на есмінці «Пауль Якобі». В березні-жовтні 1941 року пройшов курс підводника, в жовтні-грудні — командирську практику на підводному човні U-84. З 30 грудня 1941 року — командир U-756. 15 серпня 1942 року вийшов у свій перший і останній похід. 1 вересня U-756 був потоплений в Північній Атлантиці південно-східніше мису Фарвель (57°41′ пн. ш. 31°30′ зх. д.) глибинними бомбами канадського корвета «Морден». Всі 43 членів екіпажу загинули.

## Звання
- Кандидат в офіцери (5 квітня 1935)
- Морський кадет (25 вересня 1935)
- Фенріх-цур-зее (1 липня 1936)
- Оберфенріх-цур-зее (1 січня 1938)
- Лейтенант-цур-зее (1 квітня 1938)
- Оберлейтенант-цур-зее (1 жовтня 1939)
- Капітан-лейтенант (1 квітня 1942)

## Нагороди
- Медаль «За вислугу років у Вермахті» 4-го класу (4 роки)